# بردگوری بهمن‌آباد ۱ تا ۵
بردگوری بهمن‌آباد ۱ تا ۵ در شهرستان فارسان، روستای بهمن‌آباد واقع شده و این اثر در تاریخ ۸ خرداد ۱۳۸۰ با شمارهٔ ثبت ۳۸۷۶ به‌عنوان یکی از آثار ملی ایران به ثبت رسیده است.